# Asclepias
Asclepias, comúnmente denominada asclepia o algodoncillo, es un género de plantas perennes, dicotiledóneas, herbáceas que tiene más de 200 especies conocidas. Pertenece a la familia Apocynaceae. Está distribuido ampliamente en África, Norteamérica, Centroamerica, y Sudamérica.

## Descripción
Son hierbas, o raramente arbustos, partes leñosas con o sin corcho, raíces fibrosas o carnosas y fasciculadas, látex blanco, perennes o raramente anuales.
Hojas opuestas, alternas o verticiladas, ocasionalmente reducidas y caducas; sésiles o pecioladas, pseudoestípulas ausentes.
Inflorescencia extra-axilar o terminal, 1 o 2 por nudo, umbeliforme; corola rotácea, estivación valvada; androceo y gineceo completamente fusionados y formando un ginostegio sésil a estipitado; corona ginostegial de 5 lóbulos, basalmente adnada al estípite, mayormente cuculada, "capuchón", y generalmente con una lígula interna, "cornículo", apéndices terminales de las anteras cubriendo el margen del ápice del estilo, polinios más o menos péndulos, uniformemente fértiles; ápice del estilo levemente convexo, liso. Folículos 1 u ocasionalmente 2, lisos o algo estriados o aguijonosos, mesocarpo delgado o en ocasiones prominentemente inflado; semillas planas o biconvexas, margen entero a crenulado, comosas o raramente ecomosas.

## Ecología

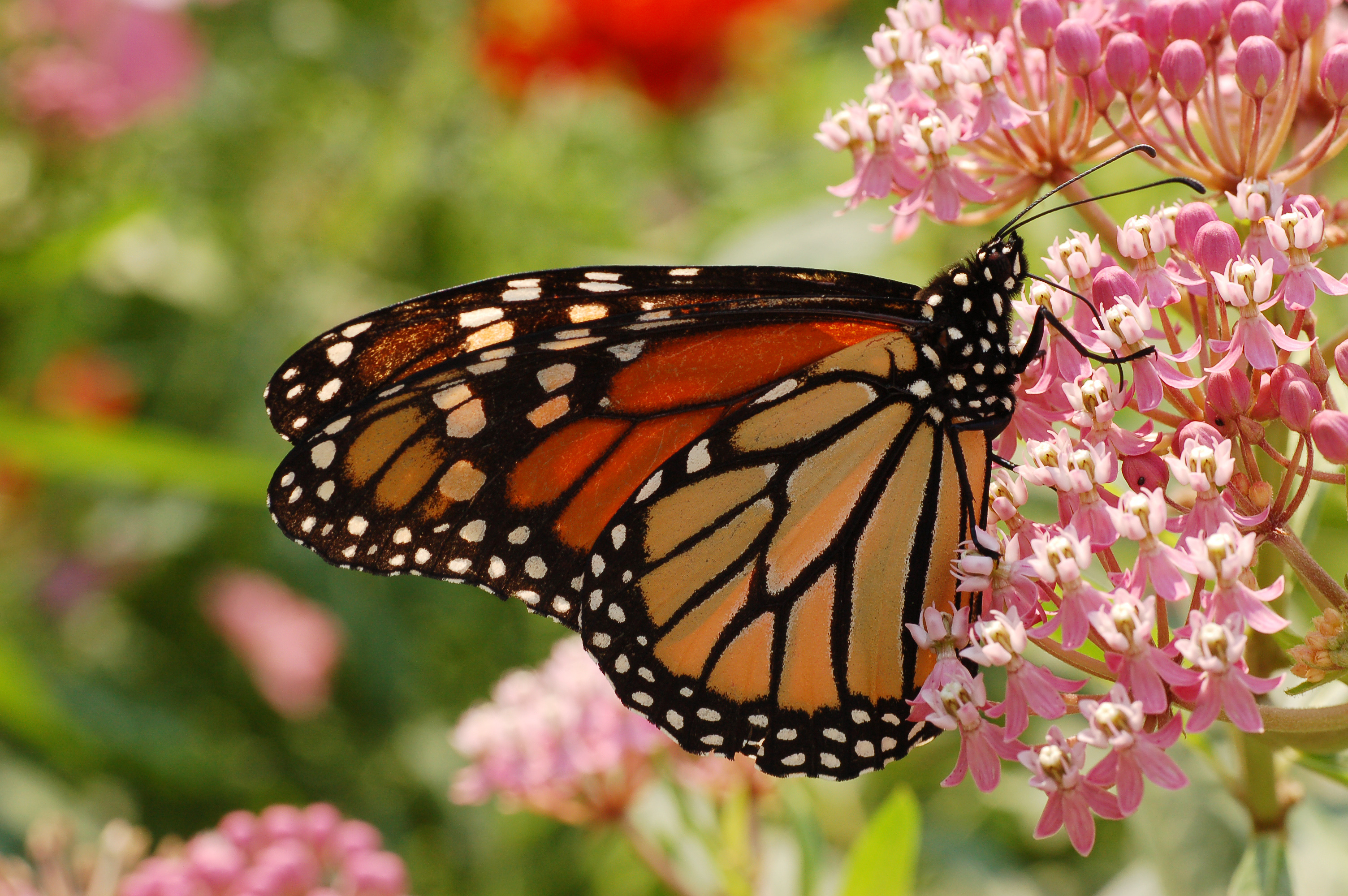
Mariposa monarca en Asclepias incarnata.

Las asclepias son una fuente importante de néctar para las abejas y otros insectos, además de ser alimento  de las mariposas monarca y sus parientes, así como de una gran variedad de insectos herbívoros, escarabajos, mariposas y otros insectos especializados en alimentarse  de estas plantas a pesar de sus defensas químicas.

## Taxonomía
El género fue descrito por Carlos Linneo  y publicado en Species Plantarum 1: 214–217. 1753.
Etimología
Asclepias: nombre genérico que nombró Carlos Linneo en honor al dios griego de la medicina, Asclepio (Esculapio en la mitología romana), por las muchas aplicaciones medicinales que tiene la planta.

## Especies
Según el ITIS :
- Asclepias albicans S.Wats.
- Asclepias amplexicaulis Sm.
- Asclepias angustifolia Schweigg.
- Asclepias arenaria Torr.
- Asclepias asperula (Decne.) Woodson
- Asclepias brachystephana Engelm. ex Torr.
- Asclepias californica Greene
- Asclepias cinerea Walt.
- Asclepias connivens Baldw.
- Asclepias cordifolia (Benth.) Jepson
- Asclepias cryptoceras S.Wats.
- Asclepias curassavica L.
- Asclepias curtissii Gray
- Asclepias cutleri Woodson
- Asclepias emoryi (Greene) Vail
- Asclepias engelmanniana Woodson
- Asclepias eriocarpa Benth.
- Asclepias erosa Torr.
- Asclepias exaltata L.
- Asclepias fascicularis Decne.
- Asclepias feayi Chapman ex Gray
- Asclepias fructicosa L.
- Asclepias glaucescens Kunth
- Asclepias hallii Gray
- Asclepias hirtella (Pennell) Woodson
- Asclepias humistrata Walt.

- Asclepias hypoleuca (Gray) Woodson
- Asclepias incarnata L.
- Asclepias involucrata Engelm. ex Torr.
- Asclepias labriformis M.E.Jones
- Asclepias lanceolata Walt.
- Asclepias lanuginosa Nutt.
- Asclepias latifolia (Torr.) Raf.
- Asclepias lemmonii Gray
- Asclepias linaria Cav.
- Asclepias linearis Scheele
- Asclepias longifolia Michx.
- Asclepias macrotis Torr.
- Asclepias meadii Torr. ex Gray
- Asclepias michauxii Decne.
- Asclepias nivea L. - Flor de la calentura blanca (Cuba)[3]
- Asclepias nummularia Torr.
- Asclepias nyctaginifolia Gray
- Asclepias obovata Ell.
- Asclepias oenotheroides Cham. & Schlecht.
- Asclepias ovalifolia Decne.
- Asclepias pedicellata Walt.
- Asclepias perennis Walt.
- Asclepias physocarpa (E.Mey.) Schlechter
- Asclepias prostrata Blackwell
- Asclepias pumila (Gray) Vail

- Asclepias purpurascens L.
- Asclepias quadrifolia Jacq.
- Asclepias quinquedentata Gray
- Asclepias rubra L.
- Asclepias rusbyi (Vail) Woodson
- Asclepias scaposa Vail
- Asclepias solanoana Woodson
- Asclepias speciosa Torr.
- Asclepias sperryi Woodson
- Asclepias stenophylla Gray
- Asclepias subulata Decne.
- Asclepias subverticillata (Gray) Vail
- Asclepias sullivantii Engelm. ex Gray
- Asclepias syriaca L.
- Asclepias texana Heller
- Asclepias tomentosa Ell.
- Asclepias tuberosa L.
- Asclepias uncialis Greene
- Asclepias variegata L.
- Asclepias verticillata L.
- Asclepias vestita Hook. & Arn.
- Asclepias viridiflora Raf.
- Asclepias viridis Walt.
- Asclepias viridula Chapman
- Asclepias welshii N.H.Holmgren & P.K.Holmgren

En Sudamérica hay 12 especies, entre ellas: A. barjoniifolia, A. boliviensis, A. curassavica, A. mellodora, A. candida, A. flava y A. pilgeriana.